# La Chapelle-Haute-Grue
La Chapelle-Haute-Grue era una comuna francesa situada en el departamento de Calvados, de la región de Normandía, que el 1 de enero de 2016 pasó a ser una comuna delegada de la comuna nueva de Val-de-Vie al fusionarse con las comunas de La Brévière, Sainte-Foy-de-Montgommery y Saint-Germain-de-Montgommery.

## Demografía
| Gráfica de evolución demográfica de La Chapelle-Haute-Grue entre 1800 y 2014 |
|                                                                              |

Los datos demográficos contemplados en este gráfico de la comuna de La Chapelle-Haute-Grue se han cogido de 1800 a 1999 de la página francesa EHESS/Cassini, y los demás datos de la página del INSEE.